# Grundablass
Als Grundablass bezeichnet man im Wasserbau die verschließbare Öffnung zum Entleeren des Stauinhalts (des Nutzraums) einer Talsperre oder einer andersartigen Stauanlage bis zum „tiefsten Absenkziel“. Er kann mit einem Verschlussorgan wie einem Absperrschieber reguliert werden.
Bei einem reinen Rückhaltebecken, das nur zum Aufstauen von Wasser zum Schutz vor Hochwasser dient, ermöglicht der Grundablass bei normalem Wasserstand einen ungehinderten Abfluss des Bachs durch die Stauanlage.

Querschnitt des Staudamms am Hochwasserrückhaltebecken Jonenbach (1): Durchlass, (2): Hochwasserentlastung mit Schwemmholzrechen, (3): Grundablass (Einlauf) mit Treibgutrechen und Einlassdrosselung, (4): Auslaufbauwerk mit Fischtreppe, (5): Tosbecken (schnell fließendes Wasser wird verlangsamt), (6): Fußweg, (7): Dammkrone

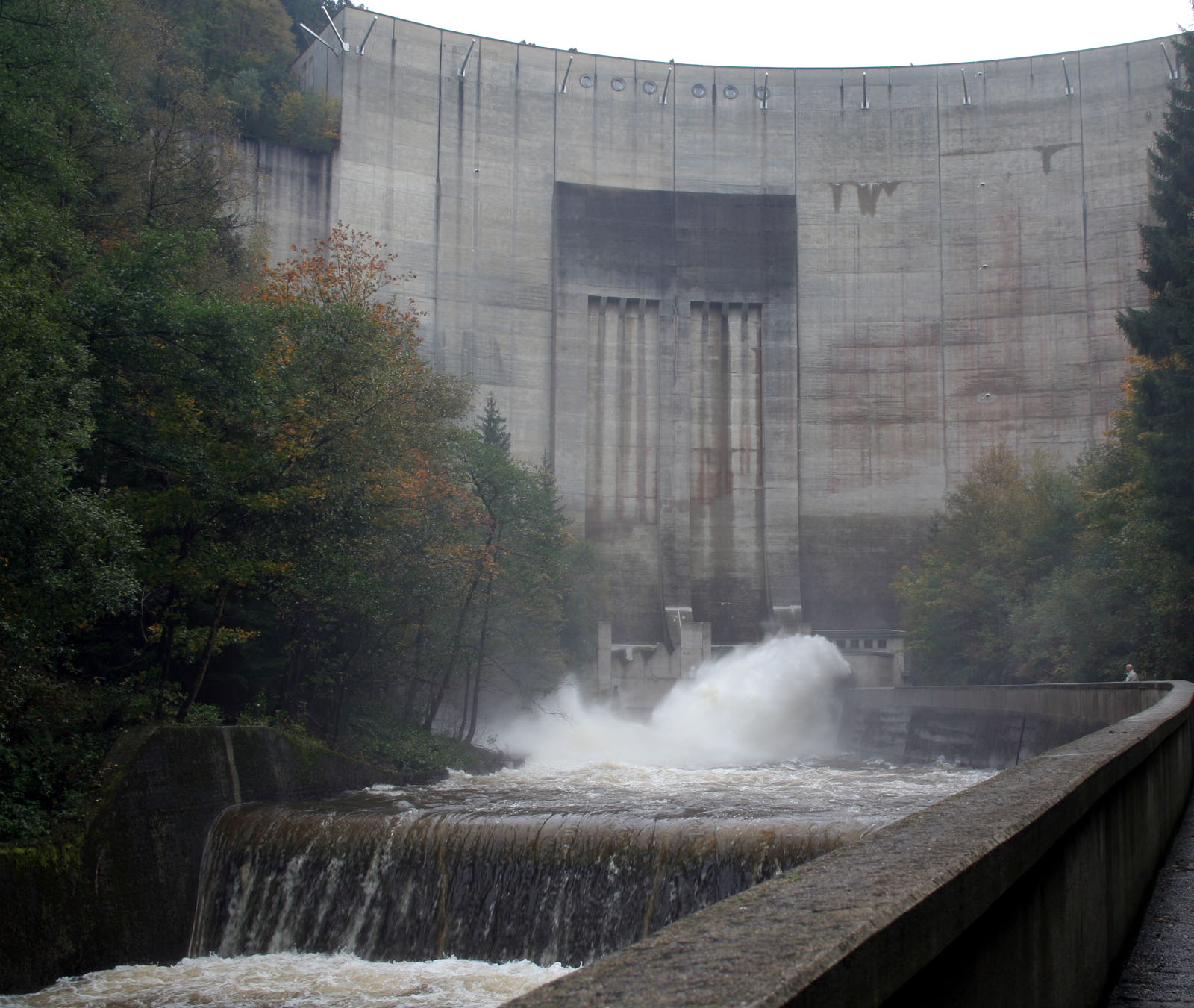
Blick aufs Tosbecken der Okertalsperre bei geöffnetem Grundablass

Der Grundablass ist größtenteils an der Talsohle der Stauanlage am Fuß der Staumauer oder des Staudamms zu finden und mündet meist in ein Tosbecken, um die hohe Geschwindigkeit des Wassers herabzusetzen.
Eine Talsperre zu entleeren, dauert abhängig von der Größe des Stauraums, der Höhe des Zuflusses und der begrenzten Kapazität des Gewässers unterhalb der Talsperre normalerweise mehrere Wochen oder Monate. Bei manchen Talsperren bleibt nach der Entleerung noch ein „Totraum“ übrig, der nicht mehr im freien Gefälle entleert werden kann.
Der Grundablass ist – neben der Hochwasserentlastung, mit der jede Talsperre ausgerüstet sein muss – oft die einzige Entnahmeeinrichtung einer Stauanlage, immer jedoch die tiefste. Manche Talsperren sind auch mit zwei oder mehr Grundablässen ausgerüstet. Daneben kann eine Talsperre noch weitere Entnahmemöglichkeiten haben:
- Rohwasserentnahme (zur Trinkwasserversorgung)
- Betriebswasserentnahme
- Turbinenleitung
- Reserveauslass

usw.